# Harmonisk svingning
 Der er for få eller ingen kildehenvisninger i denne artikel, hvilket er et problem. Du kan hjælpe ved at angive troværdige kilder til de påstande, som fremføres i artiklen.

Indenfor matematikken anvendes betegnelsen harmonisk svingning som periodiske fænomener, som eksempelvis funktionerne sinus og cosinus, mens begrebet indenfor fysikken anvendes om f.eks. en fjeders svingninger.
To (eller flere) svingninger hvis frekvenser har et simpelt indbyrdes talforhold som f.eks. 1:2 eller 2:3 osv. siges at være indbyrdes harmoniske. Udtryksmåden er hentet fra musikteorien, hvor toner med et sådant indbyrdes forhold (oktav, kvint, osv.) frembringer et behageligt ("harmonisk") indtryk.
Når to svingninger er harmoniske, har man ment, at hver af disse må være "harmoniske". Da dette efter det anførte ikke giver nogen mening, har man
omfortolket ordet harmonisk svingning til at betyde 'sinusformet svingning'. Man bør derfor være opmærksom på risikoen for misforståelse når man taler om "harmoniske svingninger".

## Harmoniske svingninger inden for elektricitet
Hvis en sinusformet spænding sidder i serie med jævnspænding, vil man grafisk kunne bestemme den resulterende spænding ved at sammenlægge øjebliksværdierne. Dette resulterer i, at sinuskurvens middelværdi får et offset til jævnspændingens niveau.
Ligeledes kan en harmonisk svingning beskrives som en vekselspænding med en bestemt frekvens, som er overlejret med en anden sinusformet spænding med en anden frekvens. Resultatet af disse vil blive en regelmæssig kurve med ens perioder. Resultatet af kurveformen er afhængig af spændingernes amplitude og forholdet mellem frekvenserne.
I virkelighedens verden er det sjældent, at fuldstændig harmonisk svinger forekommer. Det skyldes f.eks. ved strømkredse med spoler med jernkerner, at jernets ulineære magnetiseringskarakteristik får sinuskurven til at blive uregelmæssig.

## Bog
- Hebsgaard, Thomas m.fl. (1989): Matematik Grundbog 2. Forlaget Trip, Vejle. ISBN 87-88049-13-2